# إيفان كارفاغال
إيفان كارفاغال هو شاعر إكوادوري، ولد في 1948 في سان جبريل ‏ في الإكوادور.